# Walkaround
 (mars 2025).
Si vous disposez d'ouvrages ou d'articles de référence ou si vous connaissez des sites web de qualité traitant du thème abordé ici, merci de compléter l'article en donnant les références utiles à sa vérifiabilité et en les liant à la section « Notes et références ».

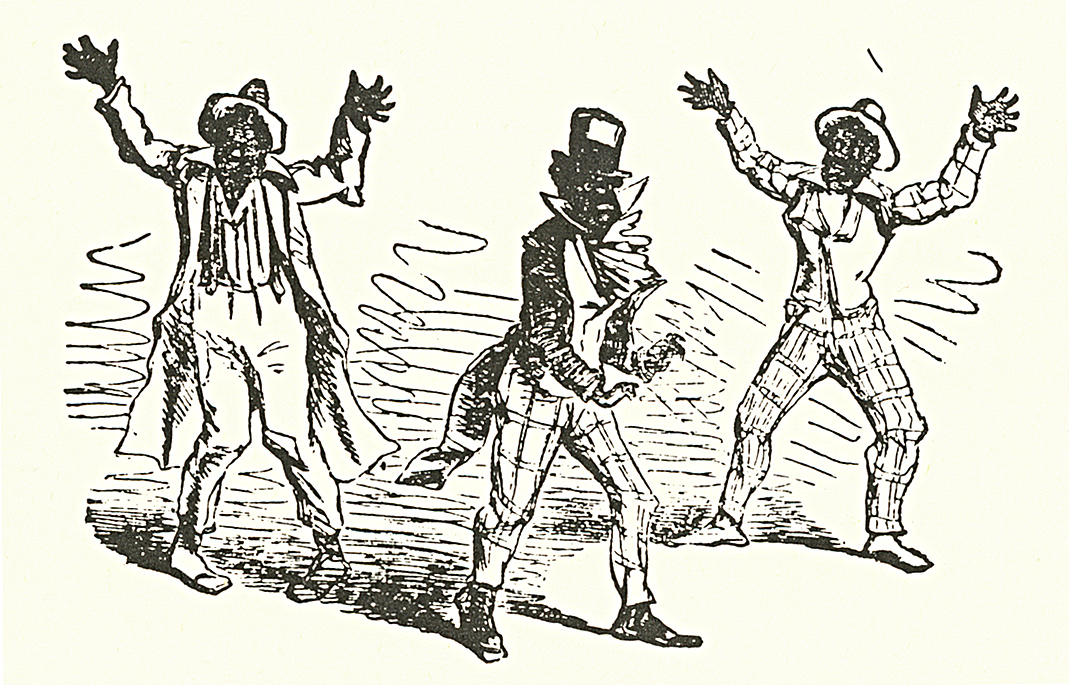
Dans la première partie du walkaround, un seul danseur avançait et jouait tandis que d’autres danseurs gardaient le rythme. Détail d'une affiche des Bryant's Minstrels, 19 décembre 1859

Un walkaround (également orthographié walkaround ou walk around, ou appelé horay) est une danse issue des minstrel show de type blackface du XIXe siècle qui constitue la danse de clôture caricaturale dans laquelle les danseurs agissent en cercle ou demi-cercle,. 

## Éléments de la danse
La danse est de nature compétitive. Au début de la musique, généralement une musique de danse rapide en 
 ou 
 temps, les danseurs (qui étaient déjà assis en demi-cercle) se lèvent et commencent à applaudir et à se frapper en rythme (« tapotis de danse de Juba » en rapport à Maître Juba). Un danseur ou un couple descend ensuite de la scène jusqu'au point central du demi-cercle et exécute une série de pas de danse élaborés, d'une durée d'environ 16 mesures. Une fois que ces danseurs se retirent vers le demi-cercle, un autre danseur ou deux danseurs prennent leur tour. Cela se répète jusqu'à ce que tous les danseurs aient joué en solo. Finalement, tous les danseurs rompent les rangs et rejoignent la piste jusqu'à l'entracte.

## Origines

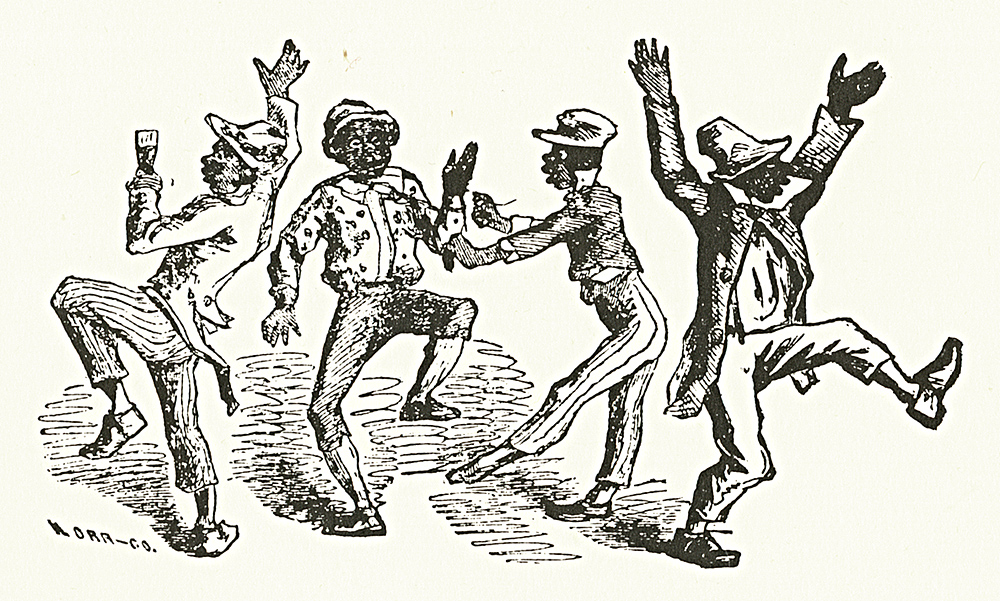
Pour conclure le tour de table, le demi-cercle se dissout et les artistes dansent ensemble. Détail d'une affiche des Bryant's Minstrels, 19 décembre 1859.

Le walkaround tire ses origines des danses folkloriques des esclaves africains des plantations qu'ils pratiquaient en cercle. danses qui elles-mêmes rappelaient les danses religieuses d'Afrique de l'Ouest. Les érudits modernes considèrent toujours que cela est en grande partie vrai, affirmant que le walkaround est une parodie du ring shout (en), une danse religieuse des esclaves. La popularité des walkarounds dans le ménestrel a également permis à ce style d'influencer les danses ultérieures.
Le walkaround a commencé dans les années 1840 comme une danse pour artiste en solo, mais dans les années 1850, de nombreux danseurs ou la troupe entière y participent. Le walkaround sert souvent de finale à la première moitié du spectacle de minstrels, le demi-cercle d'ouverture. Les ménestrels ont également écrit des chansons appelées « walkarounds », spécifiquement destinées à cette danse ; Dixie en est probablement l'exemple le plus célèbre.
Au cours des années suivantes, le cakewalk a été intégré au walkaround et, au fil du temps, les deux termes sont devenus interchangeables. La partie cakewalk de la danse est généralement exécutée par des hommes en travesti.